# Willkomm (Pokal)

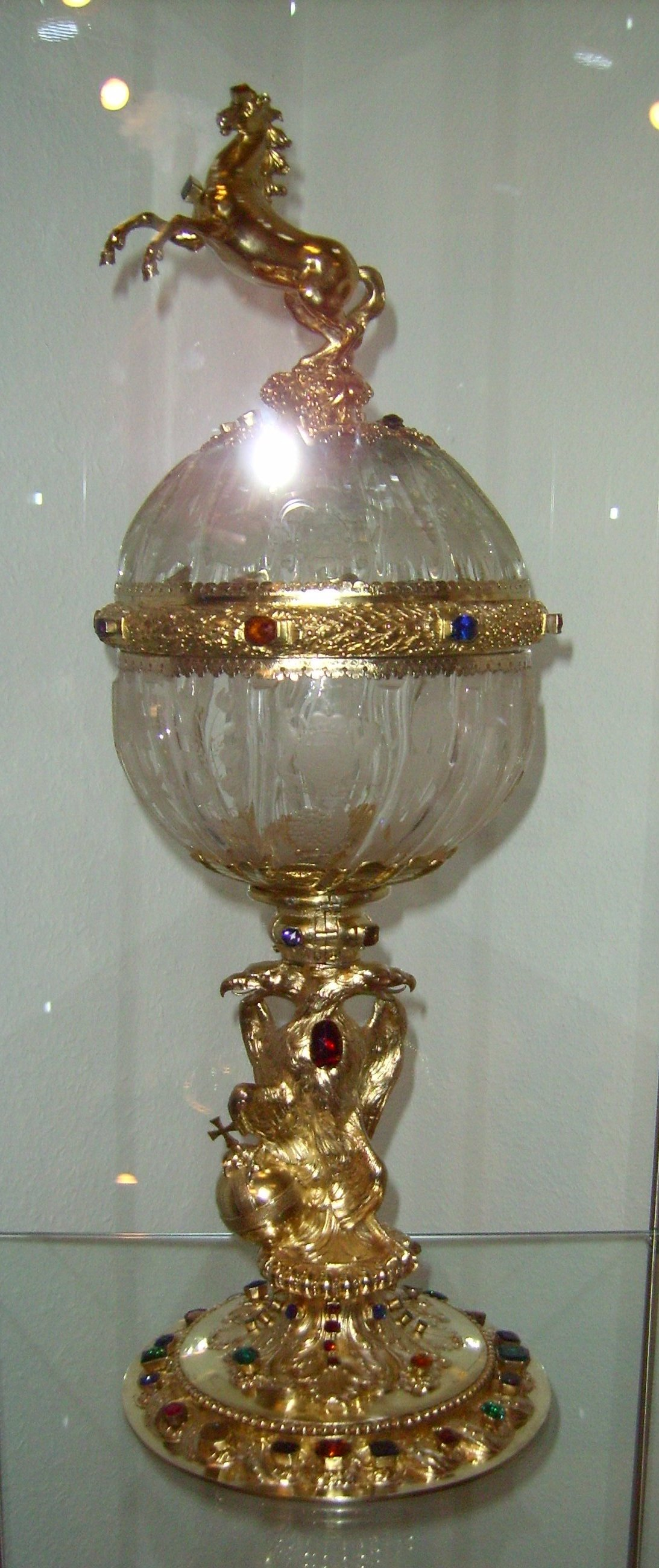
Der Westfälische Landständepokal ist ein Willkomm, der von einem Fürsten an den weitgehend adelig besetzten Landtag geschenkt wurde.

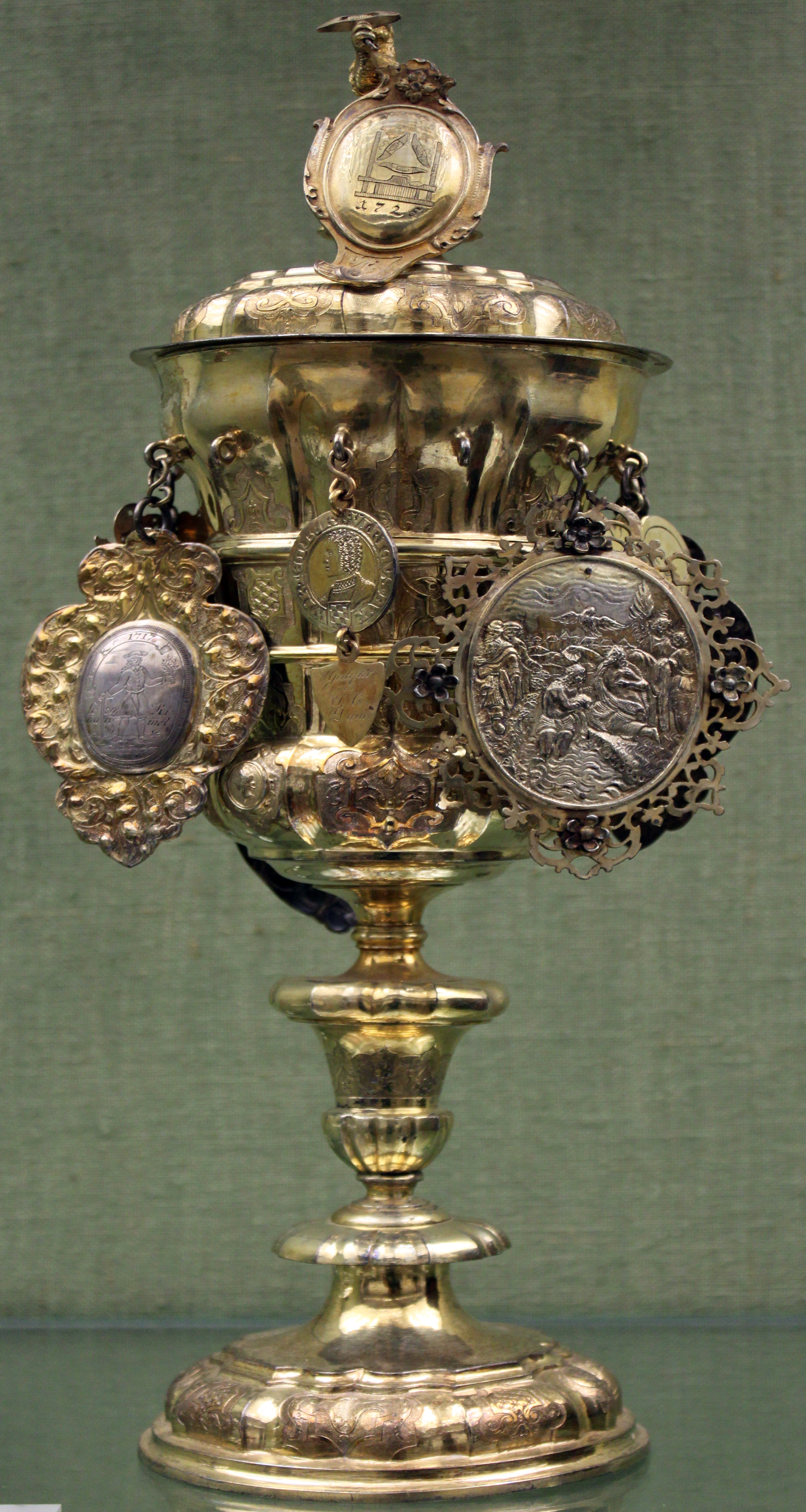
Silberner Willkomm der Nürnberger Tuchbereiter und Weber, 1725; Germanisches Nationalmuseum Nürnberg

Der Willkomm – auch Willkommen, Willkommbecher, Willkommpokal – ist ein großes Trinkgefäß, das bei festlichen Anlässen adeliger Gesellschaften oder bürgerlicher Korporationen, insbesondere Zünften, dem zu ehrenden Gast gereicht wurde oder auch in der Runde herumging.

## Entstehung
Name, Verwendung und früheste Exemplare sind erst aus der frühen Neuzeit überliefert. Auch der in diesem Zusammenhang viel zitierte Dauner Wilkum erhielt wohl erst mit der silbernen Montierung von 1652 Rang und Funktion eines Willkomm. Der Brauch, zu ehrende Personen mit einem Trunk aus einem kostbaren Gefäß zu begrüßen, wird sicher ins Mittelalter zurückreichen, die Bezeichnung selbst stammt jedoch erst aus dem 16. Jahrhundert. Im Deutschen Wörterbuch von Jacob und Wilhelm Grimm werden einige literarische Belege zitiert. Die aus dieser Zeit stammenden noch erhaltenen Gefäße sind aufwendig gearbeitet und wurden vom Adel und reichen Kaufleuten bei bedeutenden Kunsthandwerkern in Auftrag gegeben.

## Zunftwillkomme
Diesem Vorbild wurde schon bald von vermögenden städtischen Korporationen, vor allem den Zünften nachgeeifert. Die Verwendung des Willkomms wurde Teil der Rituale in ihren Versammlungen und Morgensprachen. Schließlich ahmten auch die sich zeitweise emanzipierenden Gesellenvereinigungen die Zeremonien der Zunftmeister nach und ließen eigene Willkomme fertigen. Sie hatten meist die Form großer doppelt gebauchter Pokale, aber auch von Bechern, daneben oft auch gegenständliche Formen, die auf das betreffende Gewerbe hindeuteten (z. B. Stiefel der Schuhmacher, Fass der Böttcher). Die Deckel sind oft mit einem Ritter oder antiken Krieger bekrönt, in der Spätzeit mit einer zivilen Figur. Die Mehrzahl der heute in Stadt- und Heimatmuseen ausgestellten und magazinierten Willkomme stammt aus den jeweiligen örtlichen Zünften.
An Größe und Material sollten Ansehen und Wohlstand der Zunft ablesbar sein. Wenn es die finanziellen Verhältnisse irgend hergaben, wurde der Willkomm aus Silber gefertigt. Um seinen Schmuck noch zu steigern, pflegten Gesellen und Meister bei besonderen Anlässen (Freisprechung, Aufnahme in die Zunft, Wahl zum Ältesten) silberne Behangschilder zu stiften, die mit Wappen und Namen des Schenkers bezeichnet waren. Für die Handhabung des Willkomms gab es überall feste Regeln. Der freigesprochene Lehrjunge, der neu eingeschriebene Geselle, der aufgenommene Meister hatten ihn als erste auszutrinken, dann ging er reihum – ob nach rechts oder nach links, ob im Stehen oder Sitzen, wie mit dem Deckel dabei hantiert wurde und welche Formeln dabei gesprochen wurden, war genau festgelegt. Bei Umzügen wurde er als kostbarster Besitz der Zunft oder Gesellenlade feierlich vorangetragen.

## Form und Material
Gestalt und verwendete Materialien unterlagen keinen Vorschriften. Die Willkomme fürstlicher Herkunft sind meist aus Silber, gelegentlich montiert mit ungewöhnlichen Werkstoffen wie Elfenbein oder Bergkristall, gelegentlich Steinzeug. Sie können aber auch ganz aus Glas oder Keramik bestehen. Die Zunftwillkomme des späteren 17. und 18. Jahrhunderts, meist volumenreiche Deckelpokale aus Silber oder Zinn, sind oft dadurch gekennzeichnet, dass sie die altertümlichen, manieristischen Pokalformen des frühen 17. Jahrhunderts mit ihren vielfachen Einschnürungen und horizontalen Gliederungen übernehmen. Die Willkomme aus dem späten 18. und auch noch dem 19. Jahrhundert, als Bedeutung und Reichtum der Zünfte dahinschwand, sind überwiegend nur noch aus Zinn.